# Двір (Японія)
Дві́р (яп. 戸, こう, МФА: [koː]) — найменша адміністративна одиниця в Японії 7 — 10 століття. 
Інші назви — подві́р'я або господа́рство.

## Короткі відомості
В законодавстві системи ріцурьо двір був головною одиницею для ведення державного обліку за населенням. Основу двору становила родина або декілька родин, що мешкали разом. В середньому, в одному дворі мешкало 15 — 20 осіб. Серед них було 3 — 4 чоловіка працездатного віку. 
У 7 столітті 50 дворів складали одну сільську округу, а з 8 століття — одну волость. 
Двори записувалися у подвірні реєстри косекі. На основі інформації реєстрів, згідно з законом про видачу земельних наділів, кожен чоловік двору отримував державний іменний наділ, з якого зобов'язувався сплачувати податки рисом, тканиною, товарами. Крім цього кожен двір був зобов'язаний виставляти здорового чоловіка для несення військової і трудової повинності.